# Iglesia de San Pedro (Ras)
La iglesia de los Santos Apóstoles Pedro y Pablo o iglesia de San Pedro (en serbio cirílico: Црква светих Апостола Петра и Павла o Петрова  црква ; en serbio latinizado: Crkva svetih Apostola Petra i Pavla o Petrova crkva) es una iglesia de Serbia ubicada sobre la colina de la ciudad medieval de Ras, cerca de Novi Pazar. Fue construida en el siglo VIII, lo que le hace una las iglesias más antiguas de Serbia. Desde 1979 figura en la lista del patrimonio mundial de la UNESCO como parte del conjunto de Stari Ras («Viejo Ras») y de Sopoćani. También está inscrita en la lista de los monumentos culturales de importancia excepcional de la República de Serbia.

## Historia
Las excavaciones arqueológicas efectuadas en 1957 descubrieron en la colina de la iglesia los vestigios de una tumba iliria proveniente del V siglo a. C.; entre los objetos descubiertos figuran jarrones griegos, objetos en bronce y en plata, joyas de oro, así como cristalería, todo de un excepcional valor arqueológico e histórico. La iglesia actual se construyó junto a la tumba. Edificada entre los siglos VIII y IX, es la única iglesia de Serbia previa a la dinastía de Nemanjić.

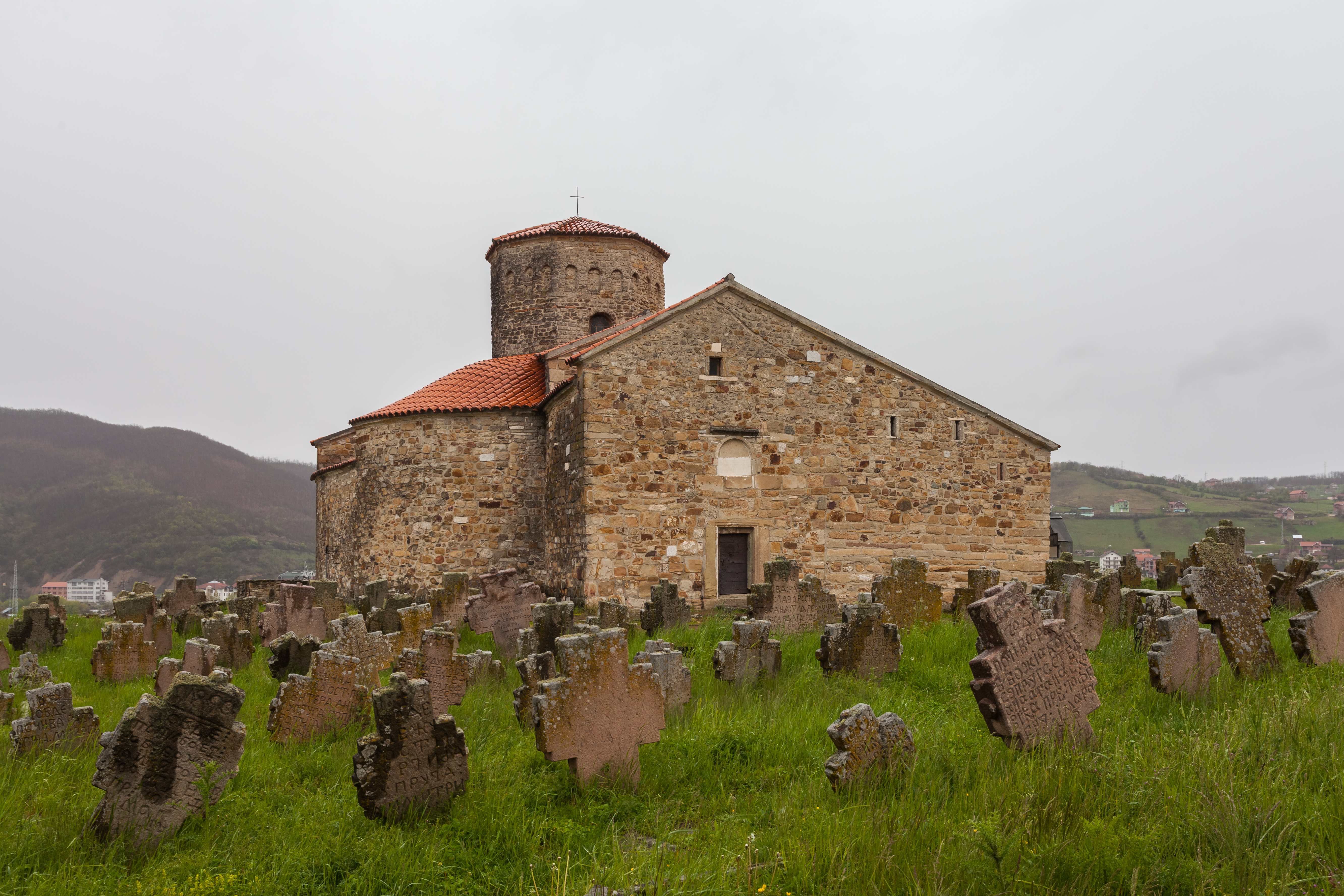
El cementerio y la iglesia.
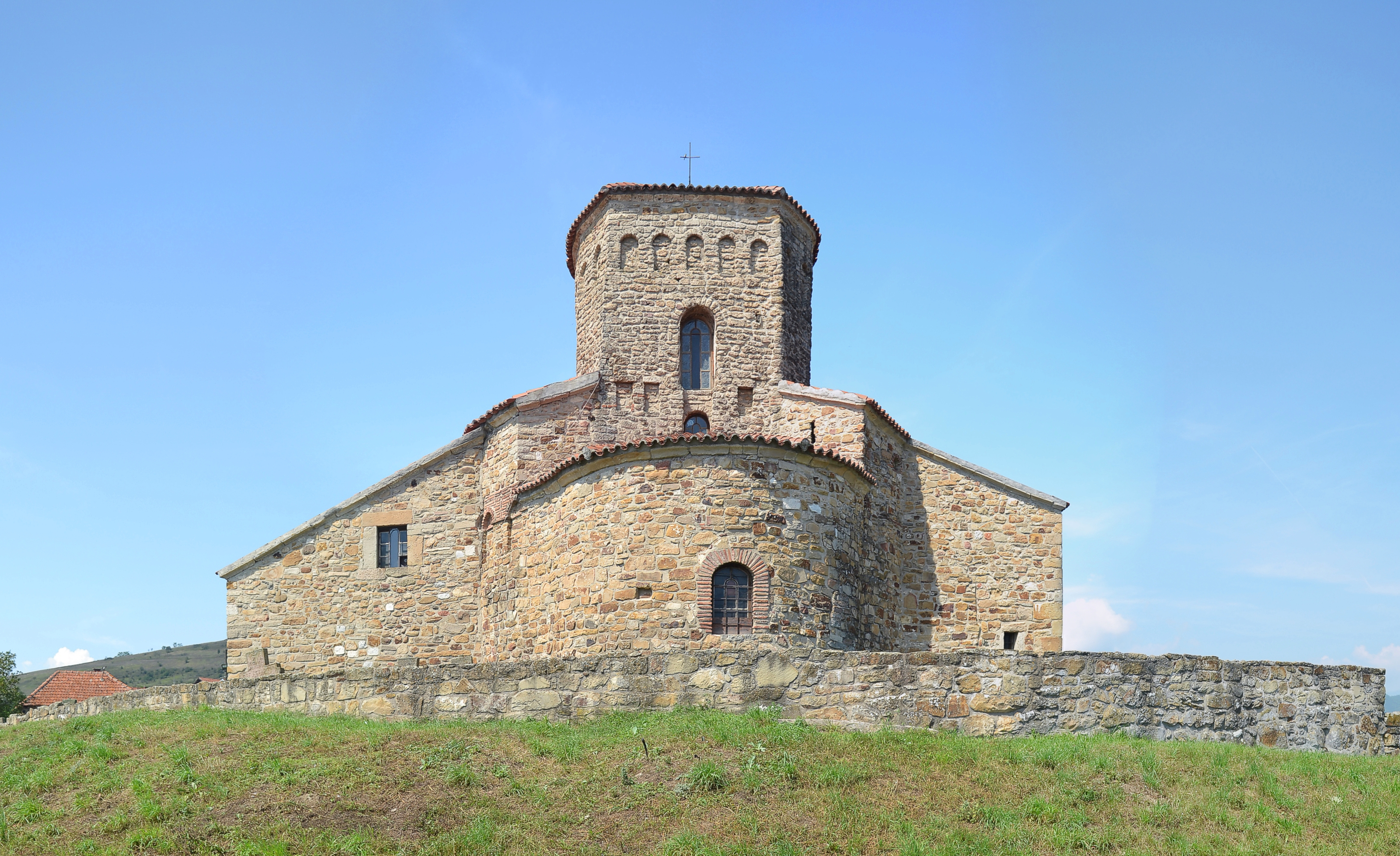
Cabecera de la iglesia vista del exterior.
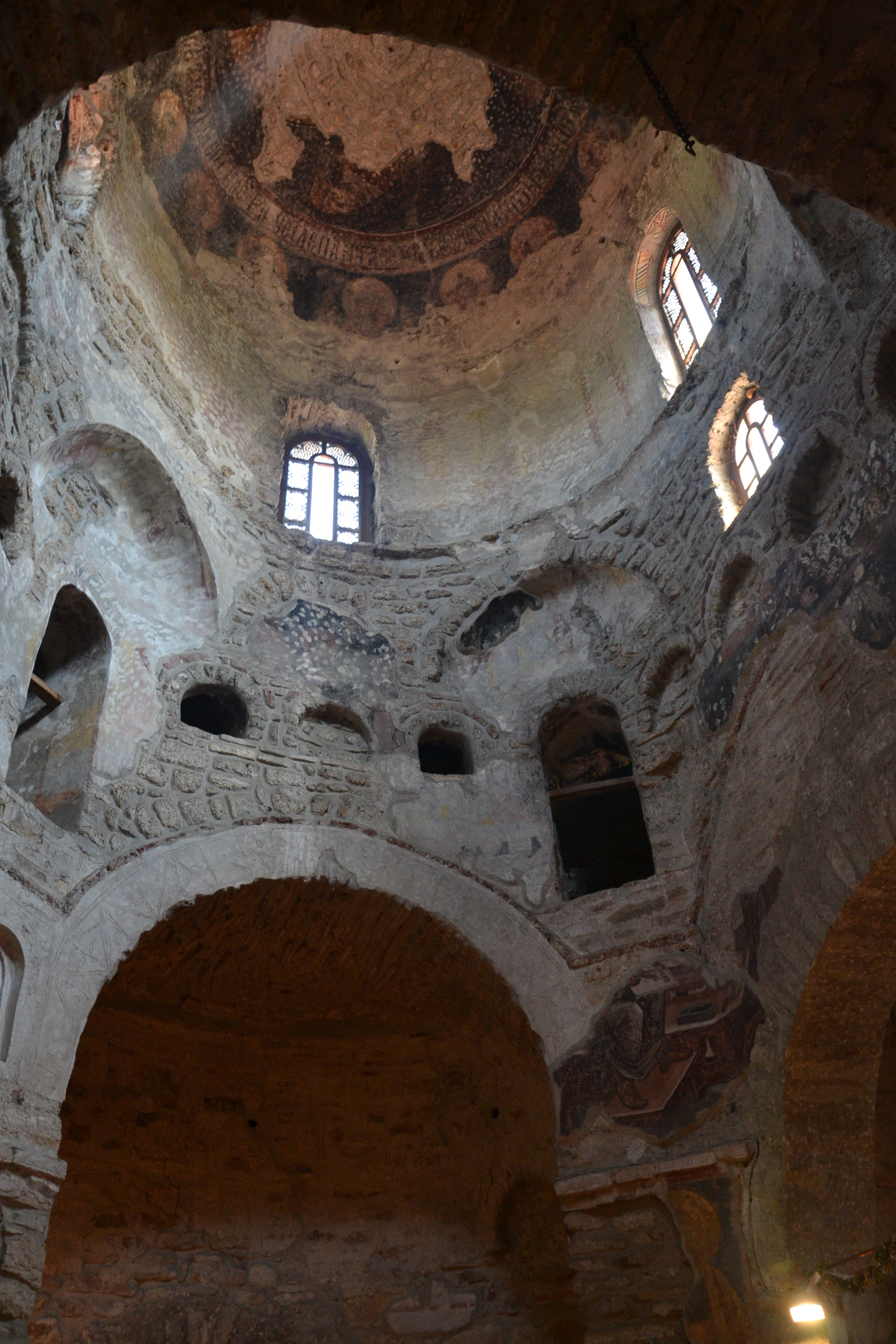
Interior de la iglesia.
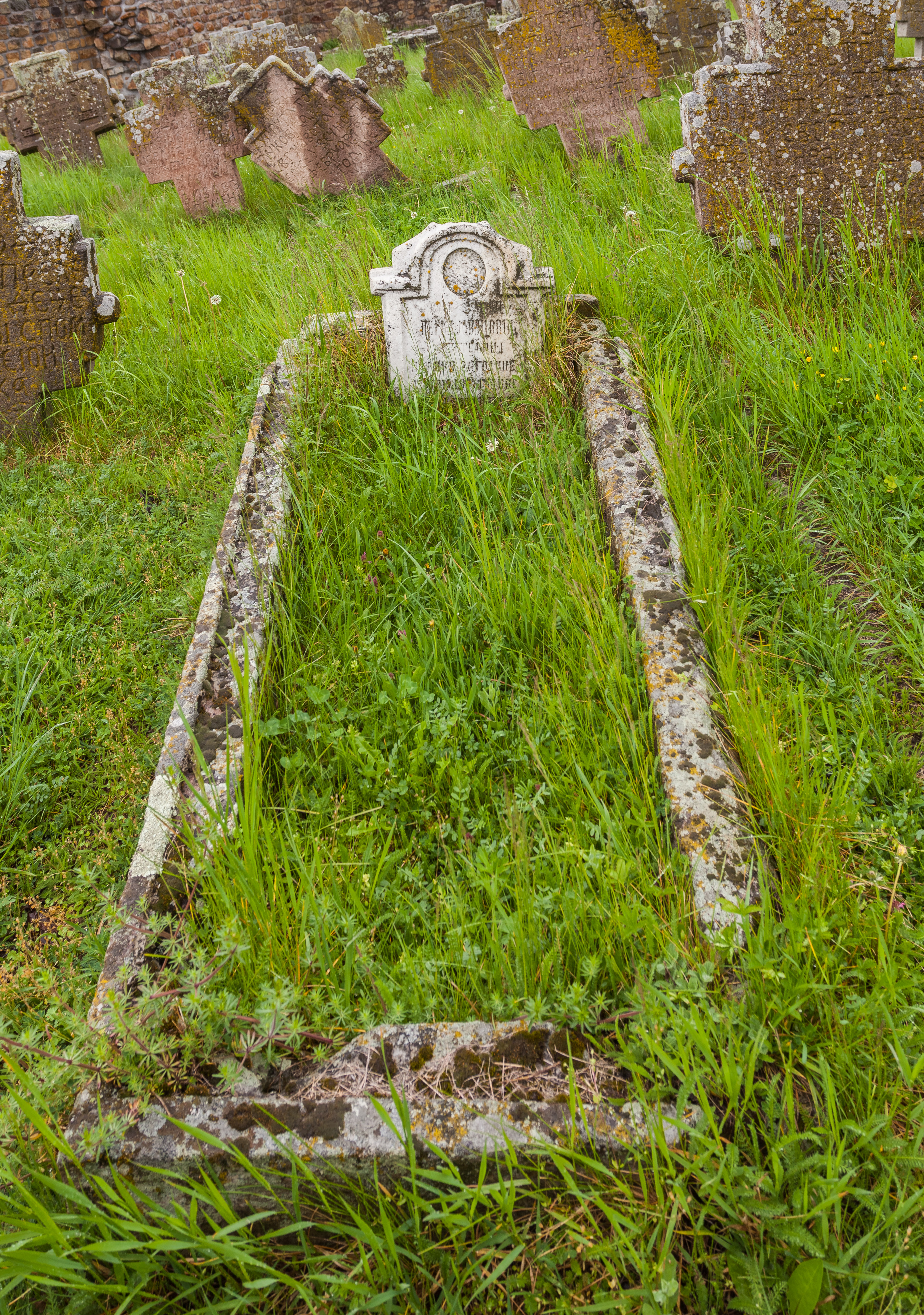
Tumba.
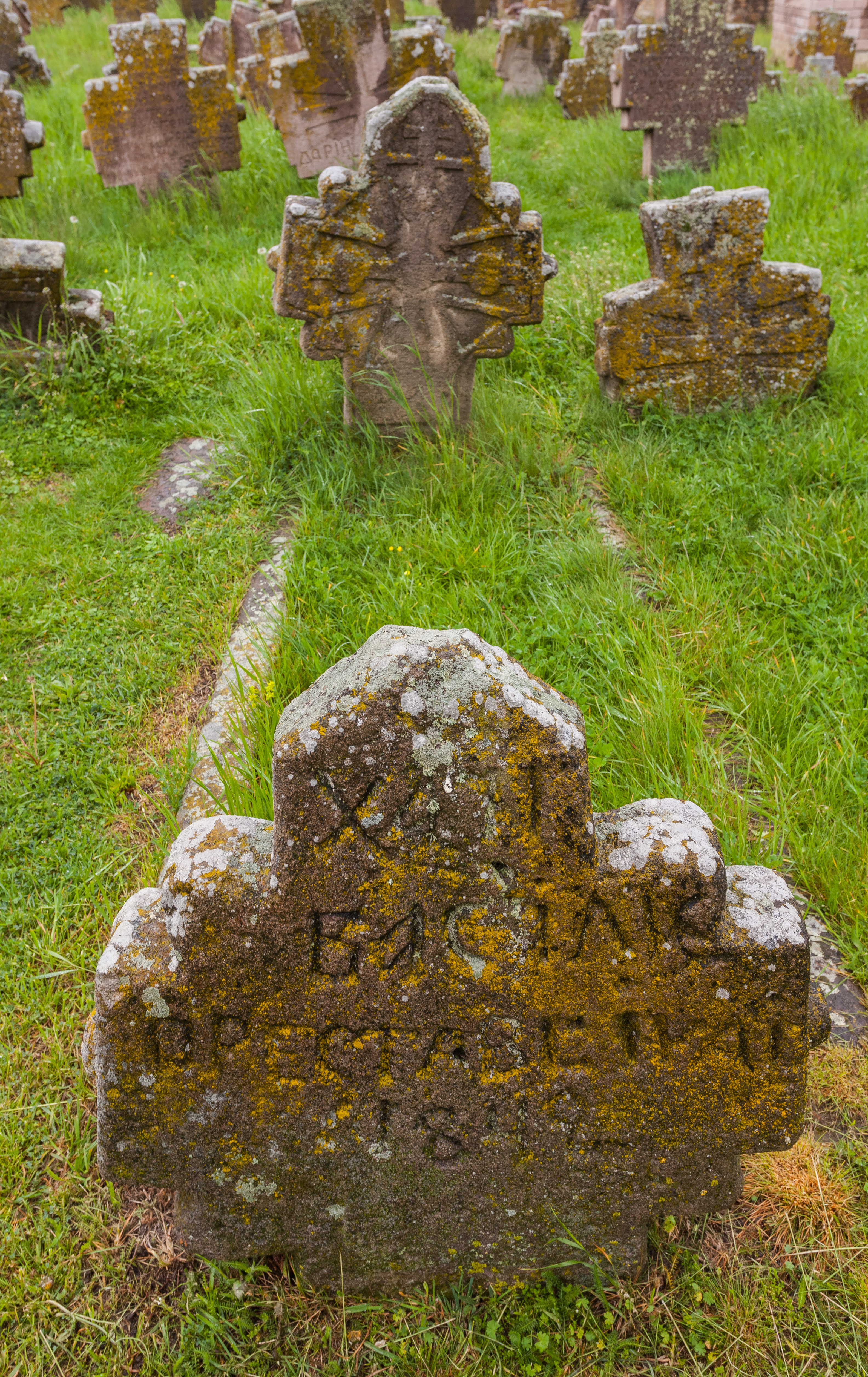
Detalle.
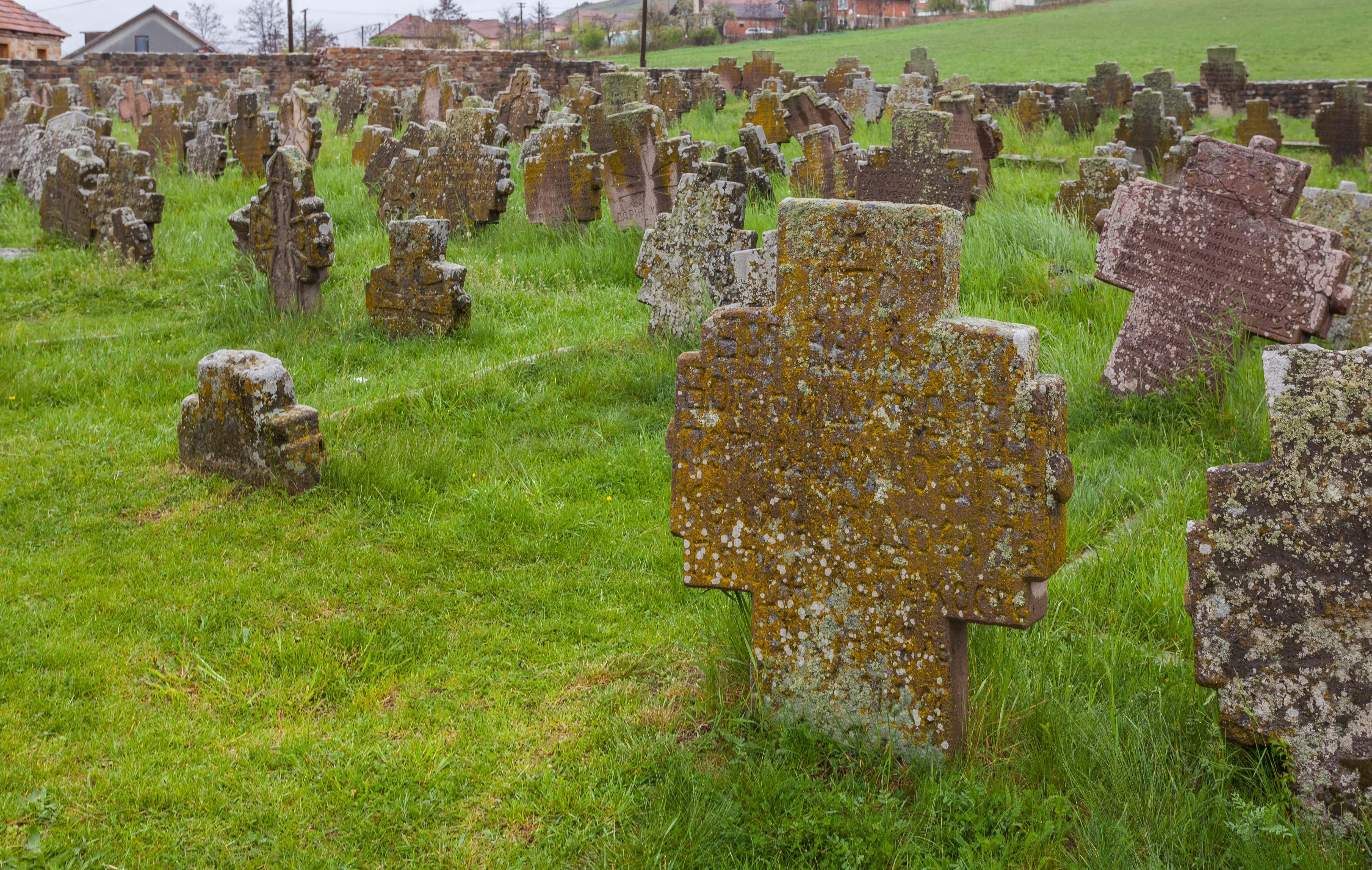
Vista general del cementerio.

## Frescos
Ciertos frescos de la iglesia de San Pedro datan de los siglos X, XII y XIII, otros de los siglos XVII y XIX.

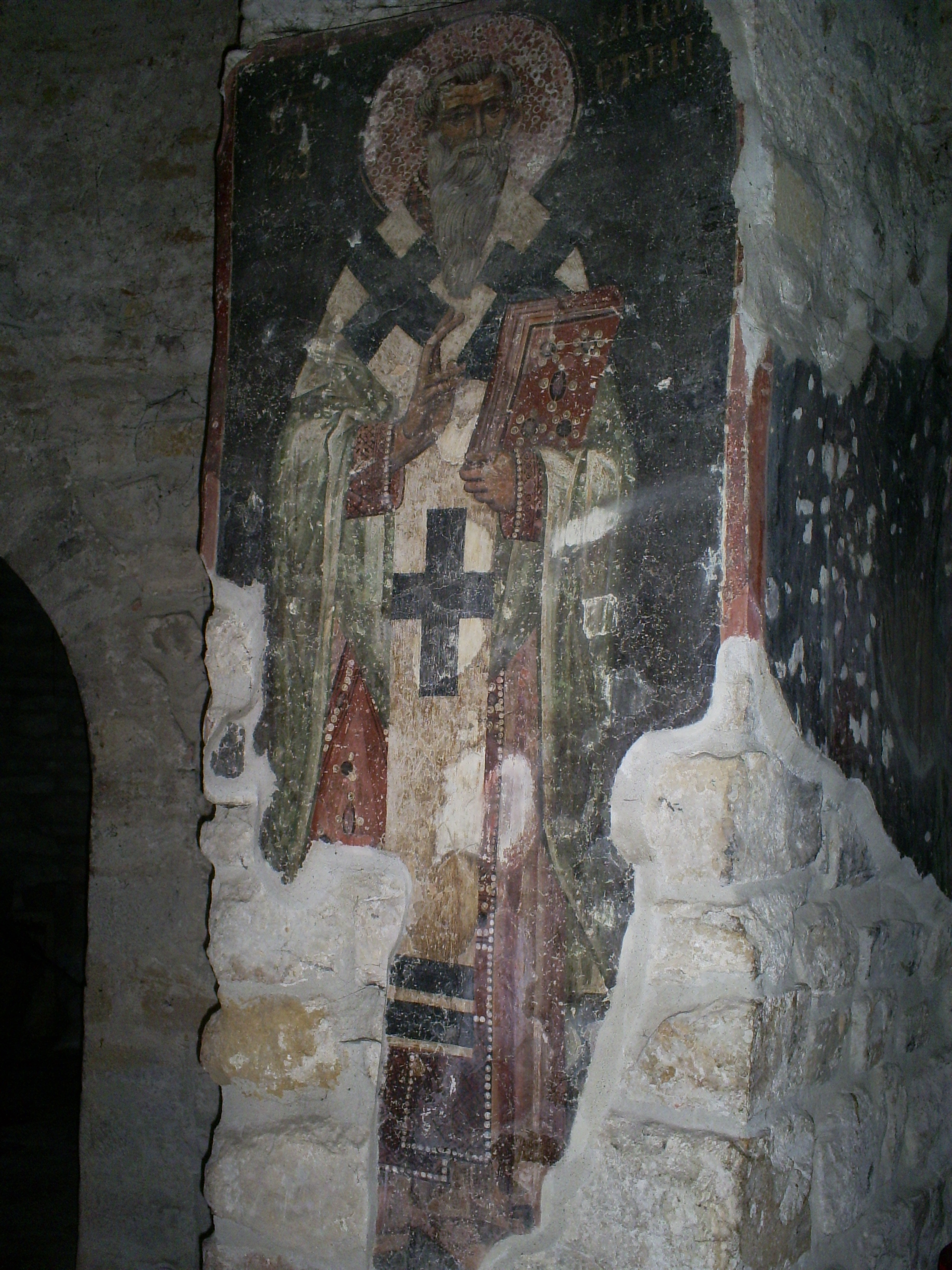
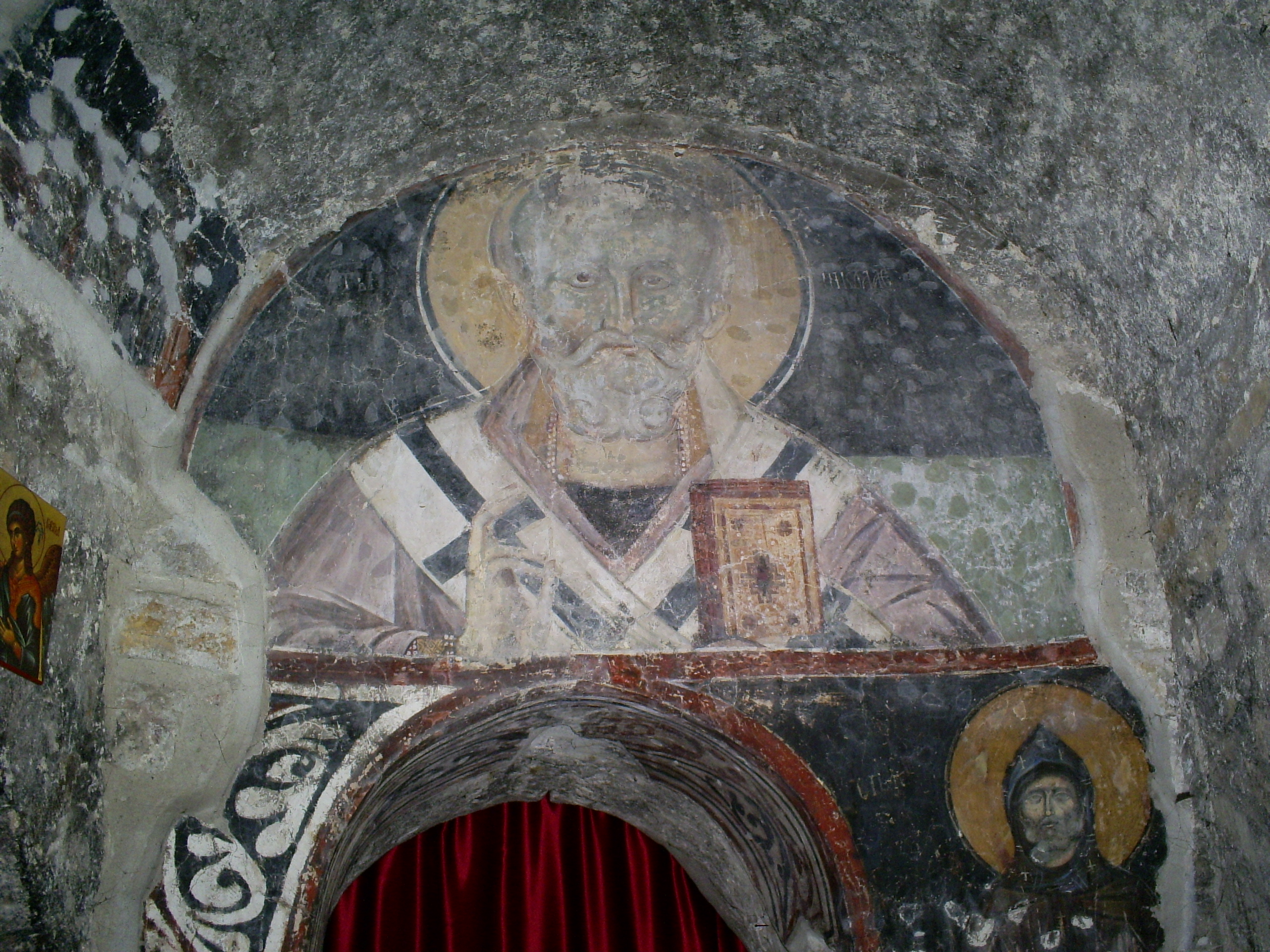
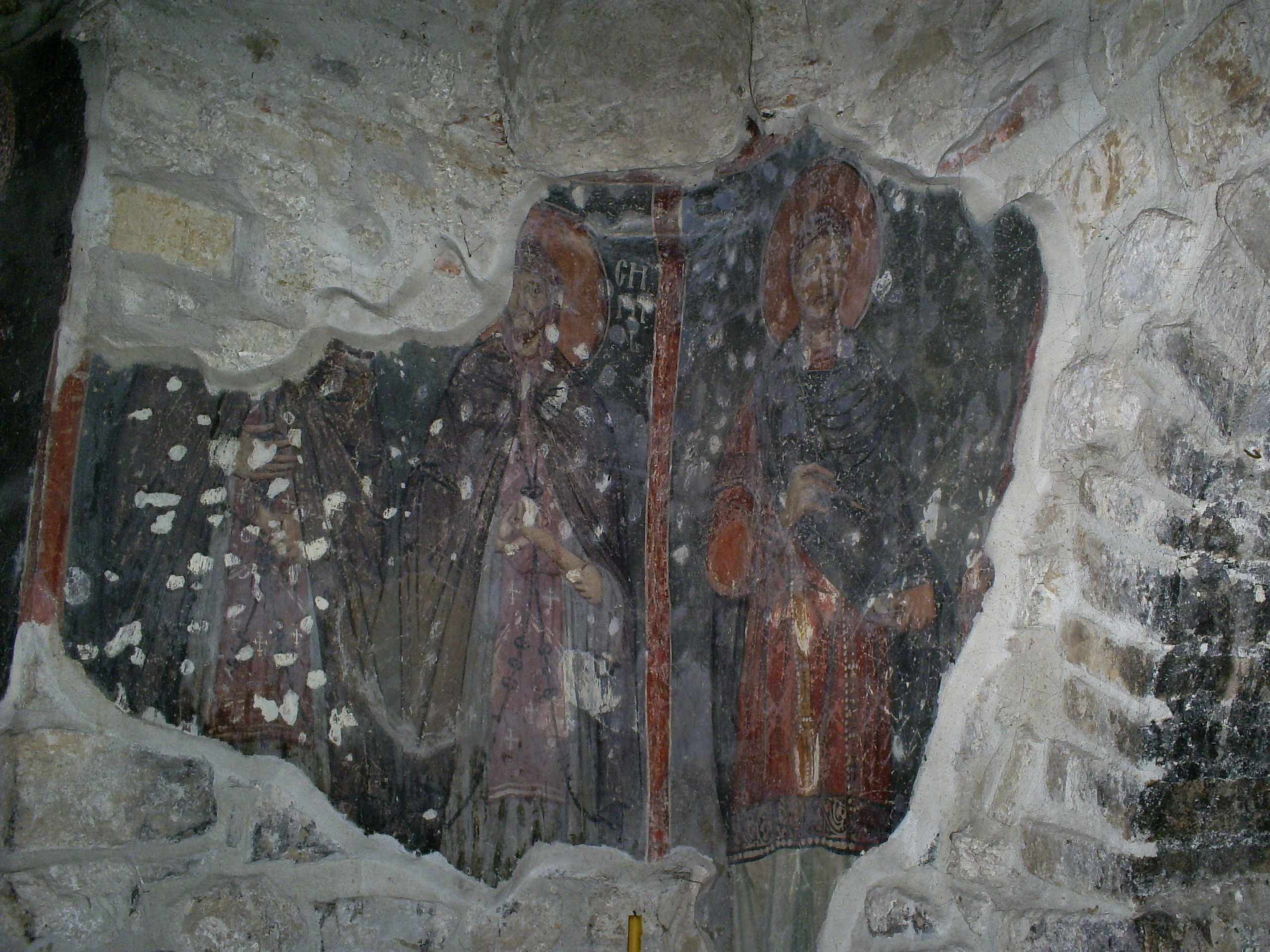